# Frontier Gambler

Frontier Gambler est un western américain réalisé par Sam Newfield sorti en 1956.
Il s’agit d'une adaptation du film Laura d'Otto Preminger, sorti en 1944.

## Fiche technique
- Réalisation : Sam Newfield
- Scénario : Orville H. Hampton
- Producteur : Sigmund Neufeld
- Directeur de la photographie : Edward Linden
- Musique : Paul Dunlap
- Montage : Dwight Caldwell
- Durée : 71 minutes
- Date de sortie : 1er juillet 1956

## Distribution
- John Bromfield : Curt Darrow
- Coleen Gray : Sylvia Melbourne (La Princesse)
- Kent Taylor : Roger Chadwick (Le Duc)
- Jim Davis : Tony Burton
- Margia Dean : Gloria Starling
- Veda Ann Borg : Francie Merritt
- Stanley Andrews : Philo Dewey
- Nadine Ashdown : Sylvia enfant
- Tracey Roberts : Helen McBride
- Roy Engel : Tom McBride
- John Merton : Shorty
- Frank Sully : Bartender